# Сашо Мир'янич
Сашо Мир'янич (словен. Sašo Mirjanič, 27 січня 1968 — 25 вересня 1994) — словенський академічний веслувальник.
Бронзовий призер Олімпійських Ігор 1992 року в складі розпашної четвірки без стернового, учасник 1988 року.